# 須田亜香里
須田 亜香里（すだ あかり、1991年〈平成3年〉10月31日 - ）は、日本のタレント、元アイドルであり、女性アイドルグループSKE48の元メンバーで、在籍時はチームEのリーダーを務めた。
愛知県名古屋市出身。TWIN PLANET ENTERTAINMENT所属。

## 略歴
名古屋市民であるが、トヨタ自動車関連会社に勤務する父の仕事の都合で愛知県日進市生まれである。小さい頃から前のめりな性格であり、怪我をして何度も病院でCTやMRIを撮るほど活発な幼少期を過ごした。5歳の時からクラシックバレエを習い始め、金城学院中学校・高等学校に入学。周囲が自分より優秀で勉強しなかっただけ、悩んでいた中高時代はバレエが心のよりどころであり、いくつかの賞を受賞した。モデルに憧れていた高校1年生の時に『ミスセブンティーン』に応募するも落選し、芸能人になることを諦め、バレリーナを目指していたが、次第にその夢に対する気持ちが小さくなり、バレエ一筋の日々を終わらせる理由を探していた頃に芸能界への夢を再び持つようになった。その頃SUNSHINE SAKAEのモニターでSKE48の映像を見かけ、3期生オーディションに応募した。
2009年11月1日に行われた同オーディションの最終審査で合格し、SKE48のメンバーに加入。同年11月14日の握手会にて初のお披露目、12月8日のチームS公演で劇場公演デビューした。なお、金城学院大学に内部生として推薦入学が決まっていたが、これが原因で推薦を取り消され、一般入試を受けて合格した。2010年2月27日付で、研究生からチームSへ正規メンバーに昇格。同年11月17日、SKE48の4thシングル「1!2!3!4! ヨロシク!」で初めてシングル表題曲の選抜メンバーに選ばれた。2011年5月から6月にかけて実施された『AKB48 22ndシングル 選抜総選挙』では36位で初めてランクインし、アンダーガールズに選出された。2012年5月から6月にかけて実施された『AKB48 27thシングル 選抜総選挙』では29位で、アンダーガールズに選出された。
2013年4月13日に日本ガイシホールで行われたSKE48春コン2013「変わらないこと。ずっと仲間なこと」で、「組閣」と称したチーム再編により、チームKIIへの移籍が発表され、同年7月17日に新チーム体制に再編された（チームKIIへ異動）。同年5月から6月にかけて実施された『AKB48 32ndシングル 選抜総選挙』では16位で、選抜メンバーに選出され、この結果を受けた「恋するフォーチュンクッキー」がAKB48名義のシングル表題曲として初めての選抜入りとなった。2014年2月24日、『AKB48グループ大組閣祭り〜時代は変わる。だけど、僕らは前しか向かねえ!〜』のチーム再編でSKE48チームKIIからチームEリーダーへの異動が発表され、4月25日付で異動した。同年5月2日、大組閣後の新体制での「手をつなぎながら」公演初日において、チームEとしての初舞台。同年5月から6月にかけて実施された『AKB48 37thシングル 選抜総選挙』では10位で、選抜メンバーに選出された。同年9月11日 - 16日に上演されたミュージカル『AKB49〜恋愛禁止条例〜』でミュージカル初出演。
2015年5月から6月にかけて実施された『AKB48 41stシングル 選抜総選挙』では18位で、アンダーガールズに選出された。同年10月5日、SKE48 劇場デビュー7周年記念特別公演において、SKE48内のユニット「トランジットガールズ」のメンバーに選ばれた。2016年5月から6月にかけて実施された『AKB48 45thシングル 選抜総選挙』で、前年の18位から大幅アップの7位となり、初の神7入りを果たした。
2017年2月1日にはAKSからTWIN PLANETへの所属事務所移籍を自身のSHOWROOMにおいて発表し、同年4月1日に正式に移籍。同年3月24日、産経新聞出版よりAKB48グループ初の自己啓発本『コンプレックス力〜なぜ、逆境から這い上がれたのか?〜』を出版。同年5月から6月にかけて実施された『AKB48 49thシングル 選抜総選挙』では自己最高の6位で、選抜メンバーに選出された。『痛快TV スカッとジャパン』をはじめとしてメディア露出が増え、タレントパワーランキングの2017年8月度調査における、AKB48グループメンバーの認知度上昇率では1位となった。
2018年5月から6月にかけて実施された『AKB48 53rdシングル 世界選抜総選挙』では、自己最高を更新する2位となった。
2019年5月2日、SKE48松村香織の卒業により、SKE48最年長メンバーとなる。
2019年10月29日、SKE48の26thシングル「ソーユートコあるよね?」で初センターを務めることが発表された。加入から約10年でセンターの記録は最長となった。
2021年10月31日に30歳の誕生日を迎え、SKE48では結成以来初めて、AKB48グループとしては2人目の現役で活動する30歳代のメンバーとなった。
2022年5月30日、チームE「SKEフェスティバル」公演でグループからの卒業を発表した。同年9月30日にSKE48としての活動を終了予定だったが、31歳の誕生日である10月31日の翌日の11月1日に卒業を延期することを9月10日に発表した。9月24日、卒業コンサート「君だけが瞳の中のセンター」を開催。11月1日、SKE48劇場で卒業公演を行い。11月13日、握手会でグループを卒業、アイドル活動終了。
11月14日、SKE48卒業から1日、公式ファンクラブ「あかりさんの頭の中」を開設。

## 人物
- 愛称は「あかりん」であるが[43]、研究生としてお披露目された時点よりファンから「だ〜す〜」とも呼ばれており[注 3]、当初は嫌がっていたが、後に「『だ〜す〜』は自分の一部です」と認識している[44]。
- 3歳上の兄が1人いる[45][46]。
- キリスト教女子教育を受けたが熱田神宮及び須田神社に参拝する神社の信者である。[47][48]
- オスのトイプードルの、「モモ」という名の犬を飼っており、自身のブログにたびたび登場する[45]。
- 2010年4月から金城学院大学に入学したが、童顔のためたびたび中学生に間違えられた[49]。
- 褒められると伸びるタイプである[45]。
- 「常識の範囲内でグイグイいってるつもり」との自己分析を明かしたことがある[50]。
- 特技はクラシックバレエで、松岡伶子バレエ団準団員に名を連ねていた[51]。5歳からSKE48に入るまで13年間続けており、コンクールで上位入賞した経験もある。第11回 バレエコンペティション21 15-16歳の部 第2位（1位該当者なし）[52]、青少年のためのバレエコンクール 第9回ザ･バレコン名古屋 女子ジュニアB 第3位、第39回埼玉全国舞踊コンクールクラシックバレエジュニアの部埼玉県舞踊協会奨励賞[53]、第38回、第40回クラシックバレエジュニアの部次点[54][55]このコンクールで須田が出場した同じ部門は現在、海外のバレエ団でプリンシパルとして踊っている加瀬栞、高田茜等が入賞している。[44]元AKB48の小森美果も幼少期に同じ松岡伶子バレエ団に所属していた[56]。またそのバレエ経験もあり非常に体が柔らかく、180度開脚をずっと続けられるだけでなく[57]、ブリッジをしたままの小走りや、腹這い状態から背中越しに足を上体の前に回し立ち上がるなどの軟体芸を難なくこなす[58]。
- 上記の体の柔らかさを活かし、2013年3月30日に放送された『関ジャニの仕分け∞』「荒川静香に挑戦!柔軟女王決定戦！」変則リンボーダンス[注 4]で、高さ35cmをクリアして優勝した。さらに、2013年6月22日に放送された第3回「柔軟女王決定戦」でも、高さ29cmをクリアして優勝した[59]。
- 好きな言葉は、「今の自分が幸か不幸かは自分で決めろ」[43]。
- 趣味は、自分の限界のない限界にチャレンジすることである[43]。
- 祖父、父、兄に影響されてプロ野球・中日ドラゴンズのファンになり、ナゴヤドームが完成した頃より観戦している[60]。好きな選手は山本昌と井上一樹[61]。山本昌とは雑誌で対談も果たしている[60][62]。また、実家の愛犬のお洋服も、山本昌仕様にしてもらったほどである。2025年5月13日、中日ドラゴンズ対東京ヤクルトスワローズ（豊橋市民球場）において始球式を務めた。
- 声優・水樹奈々のファンであり、落ち込んだ時に聴きたい曲として「PERFECT SMILE」を選んでいる[63]。
- クロスドミナンスである[64]。
- 金属アレルギー持ちで、特にニッケルへの反応が強く出る。他にはスズ、コバルト、パラジウム。マイクのヘッドがニッケルメッキされており、ステージを務めた後は発症に悩まされ、引退も考える程思い詰めたという[65]。現在はヘッドにアクリルコーティングが施された須田専用マイクが用意されている[66][67][68]。
- 「NGなしアイドル」として取り上げられることが多い[69]。2018年7月21日の「うわっ!ダマされた大賞2018」では、「鼻うがい」や脱毛ワックスを使用した「鼻毛抜き」に挑戦。抜いた鼻毛が放送された[70]。ただし、本人は「NGなし」と表明したことはない。
- よゐこの有野晋哉から貰ったオートチャージ機能が有効になったスタバカードを持っており、有野の金で無限にスタバで買い物が出来る[71]。
- ファンの名前をほぼ憶えている。[注 5]

### SKE48
- SKE48に入ろうと思った契機は、人前に出るのが好きで、友人の影響でSKE48の存在を知りオーディションを受けた[72]。
- 同期の小木曽汐莉とは「須田くん」「小木曽くん」と呼び合う仲だった[73]。
- SKE48での推しメンは犬塚あさな[74]。
- 2期生の加藤るみとは研究生時代から、チームS→チームKII→チームEと、一度も別チームになったことがない[75]。
- ブログ記事のタイトルには、星を見るために仰向けになっている人の顔を表す「(・⌒+)☆ミ」という絵文字を多用している[76]。
- 握手会でのファンへの神対応ぶりから、「握手会の女王」「釣り師」とも呼ばれる[77]。
- 2011年2月から、ファンからもらった手紙の内容や握手会で会ったファンの特徴等をB5判ノートに書き記しはじめ、その数は2012年5月の時点で4冊[44]、2019年の時点で14冊[78]に達し、最新版の1冊は常に携帯している。記録されたファンは全員が神対応を受けて須田推しになってしまうということで、デスノートにちなみ「ダスノート」と呼ばれる[79]。

### プロレス
- 2017年のドラマ『豆腐プロレス』で演じたオクトパス須田役をきっかけに、実際にプロレスの試合も経験。2018年7月10日のウェブ番組『DDT LIVE マジ卍』では、アシスト付きながら飛びつき式卍固めで竹下幸之介を下し、第1327代アイアンマンヘビーメタル級王者となったものの[80]、同年10月2日愛知SKE48事務所会議室内において同じSKE48の松村香織に敗れ王座陥落した[81]。

## SKE48での参加曲

### シングル選抜曲
SKE48名義
- 「青空片想い」に収録
  - バンジー宣言 - 「チームB.L.T.」名義
- 「ごめんね、SUMMER」に収録
  - 少女は真夏に何をする? - 「アンダーガールズA」名義
- 1!2!3!4! ヨロシク!
  - そばにいさせて
  - 青春は恥ずかしい - 「紅組」名義
- バンザイVenus
- パレオはエメラルド
  - 積み木の時間
- オキドキ
  - 初恋の踏切
- 片想いFinally
  - 今日までのこと、これからのこと
- アイシテラブル!
- キスだって左利き
- チョコの奴隷
  - バイクとサイドカー - 「14カラット」名義
- 美しい稲妻
  - 2人だけのパレード - 「Team KII」名義
  - 青春の水しぶき - 「ボートピア選抜」名義
- 賛成カワイイ!
  - ここで一発 - 「だ〜す〜&つ〜ま〜」名義
  - 道は なぜ続くのか? - 「愛知トヨタ選抜」名義
  - ずっとずっと先の今日 - 「セレクション18」名義
- 未来とは?
  - GALAXY of DREAMS - 「GALAXY of DREAMS」名義
  - Mayflower - 「九龍嬢（ドラゴンガールズ）」名義
  - S子と嘘発見器 - 「Team KII」名義
- 不器用太陽
  - Coming soon - 「ボートピア選抜」名義
  - 友達のままで - 「セレクション10」名義
  - バナナ革命 - 「Team E」名義
  - 恋よりもDream - 「だ〜す〜、つ〜ま〜&に〜た〜」名義
- 12月のカンガルー
  - I love AICHI - 「愛知トヨタ選抜」名義
  - 青春カレーライス - 「Team E」名義
- コケティッシュ渋滞中
  - 僕は知っている - 「DOCUMENTARY of SKE48」名義
  - 音を消したテレビ - 「Team E」名義
- 前のめり
  - 長い夢のラビリンス - 「Team E」名義
- チキンLINE
  - 望遠鏡のない天文台 - 「Passion For You 選抜」名義
  - Is that your secret? - 「Team E」 名義
  - 旅の途中 - 「宮澤佐江と仲間たち」名義
- 金の愛、銀の愛
  - ハッピーランキング - 「ランクインガールズ2016」名義
- 意外にマンゴー
  - 奇跡の流星群 - 「Passion For You選抜」名義
  - オレトク - 「Team E」名義
- 無意識の色
  - We're Growing Up - 「愛知トヨタ選抜」名義
  - 夜明けのコヨーテ - 「サガミチェーン選抜」名義
- いきなりパンチライン
  - 花の香りのシンフォニー - 「Passion For You選抜」名義
  - 君はラムネ - 「Team E」名義
- Stand by you
  - 地元民たちよ - 「愛知トヨタ選抜」名義
  - 入り口 - 「Team E」名義
  - 神様は見捨てない
- FRUSTRATION
- ソーユートコあるよね?
- 恋落ちフラグ
- あの頃の君を見つけた
- 心にFlower
- 絶対インスピレーション
  - 私の歩き方 - ソロ楽曲

AKB48名義
- 「フライングゲット」に収録
  - 抱きしめちゃいけない - 「アンダーガールズ」名義
- 「ギンガムチェック」に収録
  - なんてボヘミアン - 「アンダーガールズ」名義
- 「永遠プレッシャー」に収録
  - 強がり時計 - 「SKE48」名義
- 「So long !」に収録
  - Waiting room - 「アンダーガールズ」名義
- 恋するフォーチュンクッキー
- 「ハート・エレキ」に収録
  - 快速と動体視力 - 「アンダーガールズ」名義
- 「鈴懸の木の道で「君の微笑みを夢に見る」と言ってしまったら僕たちの関係はどう変わってしまうのか、僕なりに何日か考えた上でのやや気恥ずかしい結論のようなもの」に収録
  - Mosh & Dive
  - Escape - 「SKE48」名義
- 前しか向かねえ
- ラブラドール・レトリバー
- 心のプラカード
- 希望的リフレイン
- 「Green Flash」に収録
  - 世界が泣いてるなら - 「SKE48」名義
  - ヤンキーロック
- 僕たちは戦わない
  - Summer side - 「セレクション16」名義
- 「ハロウィン・ナイト」に収録
  - さよならサーフボード - 「アンダーガールズ」名義
- 「君はメロディー」に収録
  - Gonna Jump - 「SKE48」名義
- LOVE TRIP/しあわせを分けなさい
- シュートサイン
  - Vacancy - 「SKE48」名義
- 願いごとの持ち腐れ
  - イマパラ
- #好きなんだ
- 11月のアンクレット
- ジャーバージャ
  - 愛の喪明け - 「SKE48」名義
- Teacher Teacher
- センチメンタルトレイン
- NO WAY MAN
- ジワるDAYS
  - 必然性 - 「IZ4648」名義
- サステナブル
- 失恋、ありがとう
  - 愛する人

### アルバム選抜曲
SKE48名義
- 『この日のチャイムを忘れない』に収録
  - フラフープでGO!GO!GO! - 「チームS」名義
  - Beginner - 「チームS」名義
  - 拗ねながら、雨… - 「セレクション8」名義
- 『革命の丘』に収録
  - 夏よ、急げ!
  - ゼロベース
  - ホライズン - 「愛知トヨタ選抜」名義
  - 今の私じゃダメなんだ - ソロ楽曲

AKB48名義
- 『ここにいたこと』に収録
  - ここにいたこと - 「AKB48+SKE48+SDN48+NMB48」名義
- 『1830m』に収録
  - 青空よ 寂しくないか? - 「AKB48+SKE48+NMB48+HKT48」名義
- 『次の足跡』に収録
  - 他人行儀なSunset beach
- 『ここがロドスだ、ここで跳べ!』に収録
  - 愛の存在
  - 生き続ける
- 『サムネイル』に収録
  - だから君が好きなのか
- 『僕たちは、あの日の夜明けを知っている』に収録
  - 靴紐の結び方
  - 天国の隠れ家

### その他の参加楽曲
- シングル「コップの中の木漏れ日」（「ラブ・クレッシェンド」名義）に収録
  - お楽しみは明日から - 「愛知トヨタ選抜」名義
  - だって 雨じゃない? - 「トランジットガールズ」名義

### 未音源化曲
ぱちスロAKB48 勝利の女神
- ヘビーローテーション
- AKBフェスティバル

### 配信限定楽曲
- センチメンタルトレイン 完全版

### 劇場公演ユニット曲
SKE48 研究生「PARTYが始まるよ」公演
- スカート、ひらり
- 星の温度

チームS 3rd Stage「制服の芽」
- 女の子の第六感（1st UNIT）
- 万華鏡（2nd UNIT）

チームKII 4th Stage「シアターの女神」公演
- キャンディー

 チームE 4th Stage「手をつなぎながら」公演
- この胸のバーコード（松井玲奈のユニットアンダー）
- 雨のピアニスト（1st UNIT）
- チョコの行方（2nd UNIT）

チームKII 5th Stage「ラムネの飲み方」公演
- クロス（古畑奈和のユニットアンダー）

チームS 5th Stage「制服の芽」公演
- 女の子の第六感（中西優香のユニットアンダー）
- 万華鏡（宮前杏実のユニットアンダー）

チームE 5th Stage「SKEフェスティバル」
- 1994年の雷鳴

SKE48「手をつなぎながら」公演
- 雨のピアニスト

## 出演

### テレビドラマ
- モウソウ刑事!（2011年1月13日 - 3月31日、東海テレビ） - 須田亜香里 役
- マジすか学園4（2015年1月20日 - 3月31日、日本テレビ） - ツリシ 役[82]
- マジすか学園5（2015年8月25日、日本テレビ）[注 6] - ツリシ 役[84]
- AKBラブナイト 恋工場 第31話「見知らぬ婚約者」（2016年8月11日、テレビ朝日） - 主演・奈津江 役[85]
- キャバすか学園 第8話・第9話（2016年12月25日・2017年1月8日、日本テレビ） - センターの元同僚 役
- 豆腐プロレス（2017年1月22日 - 7月2日、テレビ朝日） - 須田亜香里 / オクトパス須田 役[86]
- 土曜ドラマスペシャル 1942年のプレイボール（2017年8月12日、NHK総合）[87] - 野口や江子 役
- 10th Anniversary 名古屋行き最終列車2022 第3話（2022年2月1日、名古屋テレビ放送）[88]
- かっこいいスキヤキ（2023年3月18日、テレビ愛知） - 居酒屋の若女将 役[89]
- around1/4 アラウンド・クォーター 第7話（2023年9月3日、朝日放送テレビ） - えみ 役[90]

### テレビアニメ
- Go!Go!家電男子 第148話 - 第151話（2015年1月6日 - 16日、ひかりTV） - 32GB子 役[91]

### バラエティ・情報番組
- 熱闘!Mリーグ（2019年10月6日 - 、テレビ朝日[注 7]） - アシスタントMC[92]
- 千原ジュニアの愛知あたりまえワールド☆〜あなたの街に新仰天!〜（2022年9月3日・10月15日 - 、テレビ愛知）- MC[93]
- ドデスカ!（2017年11月9日 - 、名古屋テレビ） - 隔週木曜日コメンテーター[94]
- スイッチ!（2017年7月28日-、東海テレビ） - 2018年5月11日-不定期月1金曜日、2021年3月31日-隔週水曜日コメンテーター
- キャッチ!（2024年2月2日-、中京テレビ）-「今だからアレが見たい！」コーナーリポーター（月1）
- うまいッ!（2023年2月13日 -不定期 、NHK総合） - 食材ハンター（リポーター）
- ヴィランの言い分（2024年5月11日-不定期、NHK Eテレ）-2024年5月11日ゲスト、2024年6月1日以降ヴィラン
- やすとも・友近のキメツケ!※あくまで個人の感想です（2019年2月19日-不定期、関西テレビ）- スタジオゲスト
- 情報ライブ ミヤネ屋（2024年3月19日-不定期、読売テレビ）- コメンテーター[95]
- SKE48 ZERO POSITION 〜チームスパルタ!能力別アンダーバトル〜（2014年10月4日 -2022年9月17日 、TBSチャンネル1）[注 8]
- SKE48のバズらせます!!（2019年4月3日 - 2020年9月30日、東海テレビ） - MC[98]
- 痛快TV スカッとジャパン（2016年8月8日 - 不定期、フジテレビ） - 風香[99]、宮永理子（リコピン） 役[100]
- 中居正広のニュースな会→中居正広のキャスターな会→中居正広の土曜日な会（2019年 - 、テレビ朝日） - 不定期出演
- バイキングMORE（2020年 - 2022年、フジテレビ） - 不定期
- ビートたけしのTVタックル（2020年 - 、テレビ朝日） - 不定期
- 備えて減災!家族を守る（2021年2月13日、名古屋テレビ） - ソナエ 役
- 須田亜香里のアクティブシニアの星（2021年3月4日 - 25日、テレビ愛知）[101]
- why not? 〜私たちの働き方〜（2021年4月3日 - 11月6日、BS12 トゥエルビ） - 案内人[102][103]
- お酢きびと（2024年2月4日 - 2025年3月20日 、BS松竹東急） - お酢きびと（リポーター）

### 映画
- 打姫オバカミーコ（2020年9月20日、ABEMA独占先行配信 / 2021年2月5日公開） - 主演・丘葉未唯子 役[104][105][106]
- 男神（2025年9月19日公開予定） - 山下愛子 役[107][108][109]

### 舞台
- 松岡伶子バレエ団公演「眠れる森の美女」（2008年11月30日、愛知県芸術劇場 大ホール） - おうようの精[51]
- ミュージカル「AKB49〜恋愛禁止条例〜」
  - 東京公演（2014年9月11日 - 16日、AiiA Theater Tokyo） - 岡部愛 役
  - 再演・SKE48単独舞台（2016年4月21日 - 26日、中日劇場） - 主演・浦川みのり / 浦山実 役[110]（東李苑[注 9]とのダブルキャスト）
- 博多座開場20周年記念公演「仁義なき戦い〜彼女（おんな）たちの死闘編〜」（2019年11月9日 - 14日、博多座） - 土居清（名和宏） 役[112]
- 舞台「Bumblebee7」（2023年3月17日 - 26日、東京・I‘M A SHOW / 4月15日 - 16日、愛知・穂の国とよはし芸術劇場PLAT主ホール） - 主演・出雲 役[113]
- マーダーミステリーシアター「殺意の代償」（2025年3月16日、品川プリンスホテル クラブeX）[114]

### ラジオ
- アッパレやってまーす! 月曜日（2015年3月31日 - 2016年3月22日、MBSラジオ）
- 日野ミッドナイトグラフィティ 走れ!歌謡曲（2018年9月25日、文化放送） - スペシャルパーソナリティ
- ゴチャ・まぜっ天国!（2016年4月21日 - 2018年3月29日、MBSラジオ）
- オレたちやってマンデー（2018年4月3日 - 2021年9月28日、MBSラジオ）
- 須田亜香里の部屋（2019年4月1日 - 2024年9月24日 、FM AICHI）
- 須田亜香里・大倉士門 × ASUNAL TREASURE（2021年4月2日 - 、FM AICHI）
- オレたちゴチャ・まぜっ!〜集まれヤンヤン〜（2021年10月10日 - 、MBSラジオ）

### CM・広告
- マルト水谷 速達生（2017年3月16日 - ） - カンパイ広報部長[115]
  - 「速達生の条件／春」篇
  - 「うれしい一言／春」篇
  - 「地道な営業／春」篇
- サントリー HYPER ZONe 交通広告プロジェクト「＃みんなハイパー忙しすぎでは」（2022年11月1日 - 15日、渋谷駅・他 首都圏11駅） - 元アイドル代表[116]
- 和食麺処サガミ（2024年11月1日 - ）　- 公式アンバサダー[117]

### インターネットテレビ

#### ドラマ
- 学校の怪談 第5話「人体模型」・第14話「二号館のトイレ」（2012年8月、BeeTV）
- マジすか学園4 外伝 第4話（2015年4月21日、Hulu） - ツリシ 役
- マジすか学園5（2015年8月25日 - 10月27日、Hulu）[注 6] - ツリシ 役[84]
- AKBホラーナイト アドレナリンの夜 第2話「スープ」（2015年10月8日、ビデオパス・テレ朝動画） - 主演・美樹 役[118]

#### その他の番組
- 熱闘!Mリーグ（2019年1月13日 - 、AbemaNews） - アシスタントMC[119]
- KEIRINで100万円を賭けたいオンナたち（2020年9月11日 ‐ 10月9日、ABEMA）[120]
- アイドルで芸能界のトップを目指していたら、いつの間にか芸人の並びだった件（2021年3月29日 ‐ 31日、ABEMA）[121]
- 矢口真里の火曜The NIGHT（2022年6月8日 ‐ 22日、ABEMA）6月度マンスリーMC

### ネット配信
- ＃何もしないでください（2020年10月9日配信開始、Locipo）[122]
- テレビ愛知 10チャン縁日オンライン 花火大会（2021年9月5日、Locipo・テレビ愛知公式YouTubeチャンネル） - スペシャルサポーター[123]
- 10チャンミステリー テレビ愛知社長殺人事件（2022年1月22日、テレビ愛知・Locipo）[124]

### ランウェイ
- REATEs presents TGC KITAKYUSHU 2023 by TOKYO GIRLS COLLECTION（2023年10月7日、西日本総合展示場新館）[125]

### イベント
- 豆腐プロレス The REAL 2017 WIP CLIMAX in 後楽園ホール（2017年8月29日、後楽園ホール） - オクトパス須田 役[126]
- 豆腐プロレス The REAL 2018 WIP QUEENDOM in 愛知県体育館（2018年2月23日、愛知県体育館） - オクトパス須田 役[127]
- @JAM EXPO（2023年 - 2025年、横浜アリーナ） - 親善大使[128]

### その他
- おやじのせなか（2011年9月1日、朝日新聞教育面）
- 防衛省広報誌『MAMOR』（2020年9月号、扶桑社） - 市ヶ谷地区にて陸上自衛隊の制服を着て撮影、表紙と巻頭グラビアを飾る。

## 書籍

### 著書
- コンプレックス力〜なぜ、逆境から這い上がれたのか?〜（2017年3月24日、産経新聞出版）ISBN 978-4-8191-1301-4[26]
- てくてく歩いてく —わたし流 幸せのみつけ方—（2022年6月30日、中日新聞社）ISBN 978-4-8062-0793-1[129]

### 写真集
- 可愛くなる方法（2018年8月22日、Gakken、撮影：根本好伸）ISBN 978-4054066489[130][131]
- pluie（2025年2月19日、講談社、撮影：三宮幹史）ISBN 978-4065378229[132][133]

### フォトエッセイ
- 須田亜香里フォトエッセイ「がんこ」（2023年11月1日、扶桑社）ISBN 978-4594094485[134]

### 雑誌連載
- 月刊TVnavi（産経新聞出版）
  - 須田亜香里の作り方（2014年3月24日 - 12月18日）[135]
  - コンプレック須田（2015年1月24日 - 2018年7月24日）[136][137]
- EX大衆（2015年1月15日 - 2016年5月14日、双葉社） - 魁!須田塾大学

### 新聞連載
- 中日新聞（2018年5月6日 - 、中日新聞社） - 須田亜香里のてくてく歩いてく[138]
  - 毎週日曜日に中日新聞朝刊（愛知県版・岐阜県版・三重県版のみ）に連載している。2021年東京パラリンピックの大会開催期間中は中日新聞特約記者に任命され、てくてくパラリンピックと題して随時記事を掲載していた。

## 獲得王座
- アイアンマンヘビーメタル級王座（第1327代）